# Labraid Loingsech
Labraid Loingsech (l'exilé, le marinier), également connu comme Labraid Lorc, fils d'Ailill Áine, fils de Lóegaire Lorc, est selon les légendes médiévales et la tradition pseudo historique irlandaise un « roi suprême » Ard ri Erenn. Il est considéré comme l'ancêtre du Laigin, qui donnera son nom à la province du Leinster. Un des premiers poèmes dynastiques du Leinster le nomme « un dieu parmi les dieux », suggérant ainsi qu'il est une divinité ancestrale du Laigin. Labraid est dit « aux oreilles de cheval » une marque de souveraineté.

## Origine
Selon la tradition pseudo historique, son grand-père, Lóegaire Lorc, est Ard ri Erenn lorsqu'il est tué traitreusement par son frère Cobthach Cóel Breg roi de Brega. Cobthach  paie ensuite des individus pour administrer du poison au fils de  Lóegaire, Ailill Áine, qui avait pris la souveraineté sur le Leinster, il oblige ensuite le jeune fils d'Ailill de manger une partie du corps de son père et de son grand-père (le cœur !) et à avaler une souris. Devenu muet à la suite du traumatisme le  jeune garçon est ensuite connu sous le nom de «  Moen Ollom », i.e le savant muet. Plus tard, ayant été frappé au tibia lors d'un exercice sportif il s'écrie « Je suis blessé ! » dès lors, il est surnommé  « Labraid », i.e  il parle.
Le Lebor Gabála Érenn indique que Labraid  aurait été exilé outre-mer, pendant  30 ans avant de faire la  paix avec Cobthach qui lui aurait alors donné le Leinster.

### La Destruction de Dind Ríg
La bonne entente entre  Labraid and Cobthach est cependant rompue. Le Lebor Gabála Érenn précise même qu'il a une guerre entre eux. Dans le récit du Livre de Leinster, Labraid invite Cobthach, avec 30 rois d'Irlande à le visiter, et il fait bâtir pendant un an, une maison entièrement en acier, à Dind Ríg afin de les recevoir.
Cobthach refuse d'entrer dans la maison à moins que la mère de Labraid et son bouffon y entrent les premiers ce qu'ils font. Labraid fait servir à ses hôtes des mets et de la bière puis il clôt les portes de la maison  et avec l'aide de 150 paires de soufflets il attise le feu autour et ceux qui sont à l'intérieur, Cobthach ainsi que 700 de ses hommes périssent brulés avec la mère et le bouffon de Labraid . Le bouffon avait obtenu la promesse que sa famille serait désormais libre et la mère de Labraid  fut heureuse de mourir pour la sauvegarde de l'honneur de son fils

## Règne
Labaird règne 10, 19 ou 30 ans, selon les sources, et subit la vengeance des fils de Cobthach dont l'un Meilge Molbthach finit par le  tuer. Le Lebor Gabála date la mort de Cobthach et l'avènement de Labraid de la veille de Noël, 307 av. J.-C. Il synchronise son règne avec celui de Ptolémée III Evergète (246-222 av. J.-C. ). La chronologie de Keating Foras Feasa ar Éirinn date son règne de 379-369 av. J.-C. et les Annales des quatre maîtres de 542-523 av. J.-C. 

## Source
- (en) Cet article est partiellement ou en totalité issu de l’article de Wikipédia en anglais intitulé « Labraid Loingsech » (voir la liste des auteurs), édition du 9 avril 2012.